# Parung (Cibalong)
Parung is een bestuurslaag in het regentschap Tasikmalaya van de provincie West-Java, Indonesië. Parung telt 3711 inwoners (volkstelling 2010).